# Pablo Lunazzi
Pablo Lunazzi (Bahía Blanca, 1949- General Roca, 2022) fue un baloncestista en silla de ruedas argentino que integró la selección argentina que ganó dos veces el campeonato mundial de los Juegos Mundiales IWAS en 1973 y 1974. Representó a la Argentina en los Juegos Paralímpicos de Toronto 1976 y Arnhem 1980, obteniendo en ambos casos diploma paralímpico en baloncesto en silla de ruedas (5.º y 6.º lugar respectivamente). Fue miembro del club Discapacitados Unidos Bahienses (DUBa)

## Carrera deportiva

### Juegos Paralímpicos de Toronto 1976
Pablo Lunazzi representó a la Argentina en los Juegos Paralímpicos de Toronto 1976. Allí compitió en 100 m llanos y en la competencia de baloncesto en silla de ruedas. En este último evento obtuvo diploma paralímpico al finalizar Argentina en quinto lugar. El equipo argentino finalizó primero en su zona clasificatoria luego de ganar los cuatro partidos (73-46 a España, 69-17 a Alemania, 52-48 a Gran Bretaña y 81-37 a Dinamarca). En cuartos de final Argentina perdió contra Países Bajos 38-47, finalizando en quinta posición y ganando diploma olímpico.

### Juegos Paralímpicos de Arnhem 1980
Pablo Lunazzi también representó a la Argentina en los Juegos Paralímpicos de Arnhem 1980 en la competencia de baloncesto en silla de ruedas. El equipo estuvo integrado por Juan Luis Costantini, Luis Grieb, Héctor Leurino, Pablo Lunazzi, Alberto Parodi, Luis Pérez, Guillermo Prieto, O. Pochettino, O. Valdés y Juan Vega.
Nuevamente obtuvo diploma paralímpico al finalizar Argentina en sexto lugar. El equipo argentino finalizó segundo en su zona clasificatoria luego de ganarle a Alemania 74-44, a Bélgica 65-57 y perder con Israel 55-69. En la segunda rueda Argentina perdió dos partidos (45-63 con Países Bajos y 71-74 con Japón) y ganó uno (58-53 a Francia), debido a lo cual disputó el quinto lugar con Canadá, perdiendo ese partido 45-52.

### Dos veces campeón del mundo de baloncesto en silla de ruedas
Pablo Lunazzi integró la selección argentina que ganó dos veces el campeonato mundial de baloncesto en silla de ruedas en los Juegos Mundiales IWAS (Stoke Mandeville) de 1973 y 1974. 
En la edición de 1973 Argentina venció el 15 de julio a Gran Bretaña por 68 a 39, el 17 de julio a Israel por 63 a 35; el 19 de julio a Suecia por 73 a 43 y el 21 de julio a Estados Unidos por 50 a 48.
El equipo argentino estuvo integrado por Vitaliano Brandoli (Cemefir), Juan Luis Costantini (Cilsa), Ángel Elizalde (Aprilp de La Plata), Osvaldo Ferrigutti (Cilsa), Víctor Forconi (Crol), Jorge Kosacks (Newell’s), Héctor Leurino (capitán, Cilsa), Pablo Lunazzi (Duba de Bahía Blanca), Alberto Parodi (CRIDEL), Rodolfo Sánchez (Cilsa), Oscar Valdez (Newell's, y Juan Leonardo Vega (Cilsa).
Argentina volvió a ganar el campeonato mundial en 1974.

### Ascenso a primera a los 57 años
A los 57 años, Lunazzi integró como capitán el equipo del club Discapacitados Unidos Bahienses (D.U.Ba.) que ascendió a primera división en 2006. A 10 segundos de finalizar el partido, Lunazzi realizó la asistencia que le permitió a su equipo marcar el doble que lo llevó a ganar el encuentro y ascender. Su entrenador, Walter Mele opinó lo siguiente cuando el periodismo le preguntó sobre Lunazzi:

El gran capitán. A los 57 años sigue siendo un ejemplo para el resto, dentro y fuera de la cancha. Un señor.
Walter Mele